# Stor-Hötjärnen, Jämtland
Stor-Hötjärnen är en sjö i Åre kommun i Jämtland och ingår i Indalsälvens huvudavrinningsområde.